# Le Bois

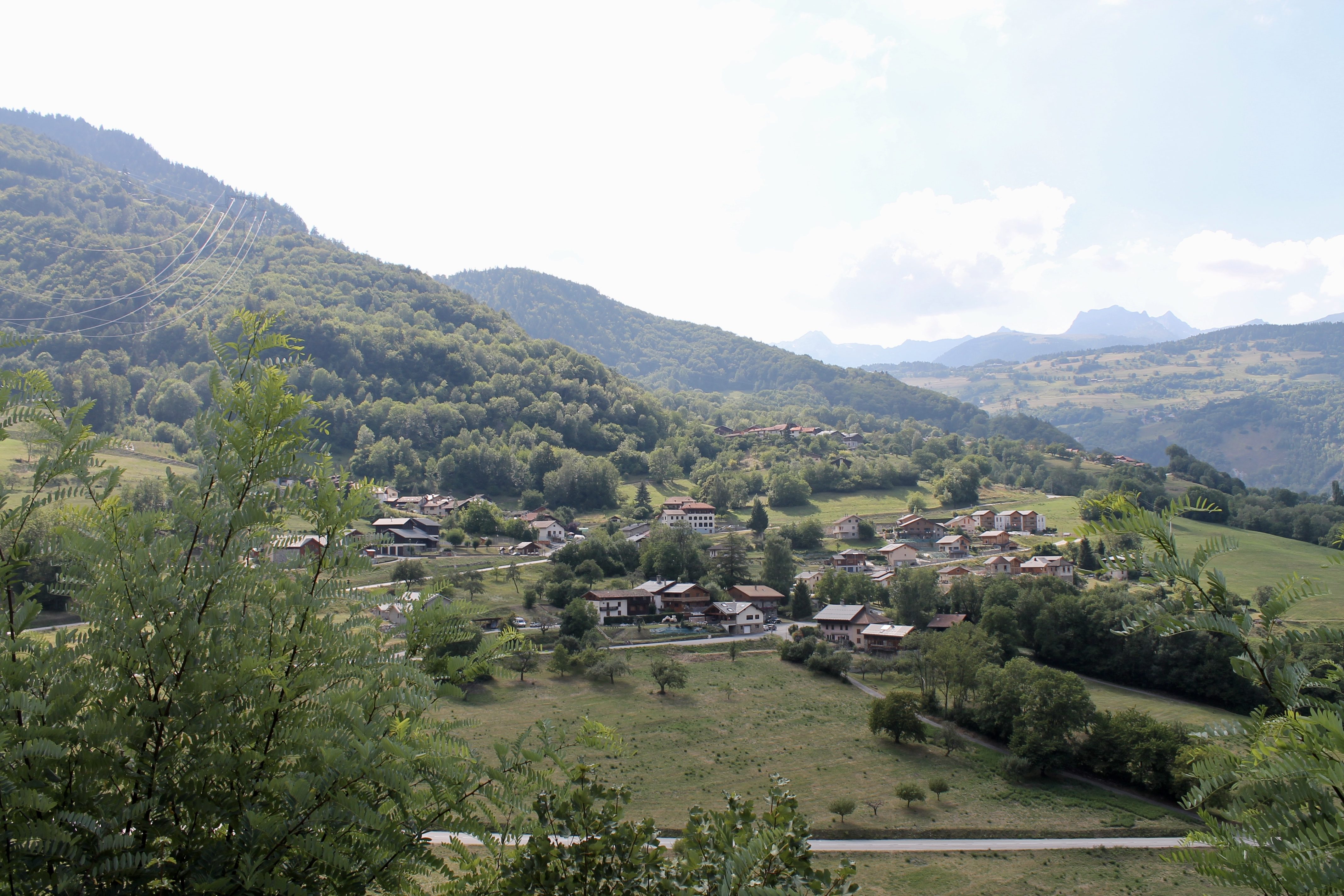
Le Bois (2018)

Le Bois ist eine Commune déléguée in der französischen Gemeinde Grand-Aigueblanche mit 402 Einwohnern (Stand 1. Januar 2022) im Département Savoie in der Region Auvergne-Rhône-Alpes.

## Geographie

### Lage
Le Bois liegt auf 669 m, etwa 46 km ostsüdöstlich der Präfektur Chambéry, 84 km südsüdöstlich der Stadt Genf und 69 km ostnordöstlich der Stadt Grenoble (Luftlinie). Das Dorf liegt am Ufer der Isère in der historischen Provinz Tarentaise. Die gesamte Nordhälfte von Le Bois ist von der Nachbargemeinde Aigueblanche umgeben. Weitere Nachbargemeinden sind Salins-Fontaine im Süden und Südosten, Saint-Jean-de-Belleville im Süden sowie Les Avenchers-Valmorel im Südwesten.

### Topographie
Die Fläche des 5,55 km2 großen Gebiets der Commune déléguée umfasst einen Abschnitt des Isère-Tals zwischen Moûtiers und Albertville und erstreckt sich ausschließlich auf der linken Talflanke. Die hier in nordwestlicher Richtung fließende Isère zieht die Grenze zur Commune déléguée Aigueblanche. Von ihrem linken Ufer steigt im nördlichen Teil der Commune déléguée die Talflanke nur mäßig an und bietet Platz für das Siedlungsgebiet von Le Bois. Im südlichen Teil ist das Tal dagegen auf einer Länge von etwa einem Kilometer zu einer Schlucht eingeschnürt, den Gorges du Ponserand. Am Boden der Schlucht befindet sich der Stausee Barrage des Échelles d’Hannibal. Von dort steigt der Boden der Commune déléguée weiter steil an und ragt in das Lauzière-Massiv hinein. An den Hängen des 2342 m hohen Crève-Tête erreicht das Gemeindegebiet mit 1760 m seine höchste Erhebung. Zwei Gebirgsbäche entwässern diesen Hang zur Isère hin, der Nant Noir entlang der nördlichen Grenze zur Commune déléguée Aigueblanche und der Sècheron, der sukzessive die einzelnen Weiler durchfließt. Bis auf die Siedlungen und ihre unmittelbare Umgebung ist das Gebiet der Commune déléguée bewaldet.

### Gliederung der Commune déléguée
Zur Commune déléguée Le Bois gehören neben dem eigentlichen Ortskern auch mehrere Weilersiedlungen, darunter:
- Le Crêt (720 m) nordwestlich des Ortskerns auf gleicher Höhe,
- Le Bétaix (565 m) auf halber Höhe zwischen Ortskern und Isère,
- Les Cours (um 500 m) am Ufer der Isère gegenüber von Aigueblanche.

## Geschichte
Die Tarentaise war schon vor der Römerzeit vom keltischen Volk der Ceutronen besiedelt. Erstmals urkundlich erwähnt wurde Le Bois 1184 als ecclesia de bosco. Bereits der damalige Name hatte die Bedeutung von „Wald“. Im Mittelalter und im Ancien Régime bestand in Le Bois eine kleine Herrschaft.
In der Mitte des 19. Jahrhunderts hatte der Ort mit Erdrutschen und Schlammlawinen entlang des Sècheron zu kämpfen, nachdem das Gemeindegebiet größtenteils gerodet und das Holz an die Salinen von Moûtiers verkauft worden war. Ab 1887 wurde mit staatlicher Hilfe wieder aufgeforstet.
Die Gemeinde Le Bois wurde am 1. Januar 2019 mit Aigueblanche und Saint-Oyen zur Commune nouvelle Grand-Aigueblanche zusammengeschlossen. Sie hat seither des Status einer Commune déléguée. Sie gehörte zum Kanton Moûtiers im Arrondissement Albertville. Die Gemeinde war Mitglied im Gemeindeverband Vallées d’Aigueblanche.

## Sehenswürdigkeiten
Die Dorfkirche Saint-Nicolas stammt aus dem 17. Jahrhundert und steht als einzelnes Gebäude  weithin sichtbar auf einem Felsvorsprung oberhalb des Ortskerns.

## Bevölkerung
| Bevölkerungsentwicklung | Bevölkerungsentwicklung |
| Jahr                    | Einwohner               |
| ----------------------- | ----------------------- |
| 1962                    | 202                     |
| 1968                    | 193                     |
| 1975                    | 230                     |
| 1982                    | 207                     |
| 1990                    | 291                     |
| 1999                    | 270                     |
| 2006                    | 317                     |
| 2011                    | 381                     |

Mit 398 Einwohnern (Stand 1. Januar 2016) gehörte Le Bois zu den kleinen Gemeinden des Département Savoie. Nachdem die Einwohnerzahl in der ersten Hälfte des 20. Jahrhunderts leicht rückläufig war (1901 wurden noch 279 Einwohner gezählt), wurde seit den 1980er Jahren wieder eine Bevölkerungszunahme verzeichnet. Die Ortsbewohner von Le Bois heißen auf Französisch les Boitais(es).

## Wirtschaft und Infrastruktur
Le Bois war bis weit ins 20. Jahrhundert hinein ein vorwiegend durch die Landwirtschaft geprägtes Dorf. Von Bedeutung war insbesondere der Weinbau. Dagegen gibt es heute verschiedene Betriebe des lokalen Kleingewerbes. Mittlerweile hat sich das Dorf auch zu einer Wohngemeinde entwickelt. Viele Erwerbstätige sind Wegpendler, die in den größeren Ortschaften der Umgebung ihrer Arbeit nachgehen.
Die Ortschaft liegt unweit der Hauptverkehrsader der Tarentaise, der zweispurig ausgebauten Nationalstraße N90 am gegenüberliegenden Isère-Ufer mit Zufahrt in Aigueblanche. Diese geht talabwärts bei Albertville in die Autobahn A430 über.
Die Departementsstraße D95 erklimmt von Aigueblanche aus das Seitental des Morel und verbindet die einzelnen Ortsteile miteinander. Als Hauptzufahrt zum Skigebiet Valmorel ist sie im Winter einer erhöhten Verkehrsbelastung ausgesetzt. Der nächstgelegene Bahnhof an der Bahnstrecke Saint-Pierre-d’Albigny–Bourg-Saint-Maurice befindet sich in Moûtiers. Als Flughäfen in der Region kommen Chambéry-Savoie (Entfernung 85 km) und Genf (126 km) in Frage.
Zusammen mit Aigueblanche ist Le Bois Zentrum eines Systems unterirdischer Wasserkraftwerke. Der 1954 erbaute Stausee Barrage des Échelles d’Hannibal alimentierte zuerst nur ein Wasserkraftwerk, seit 1974 ist er gleichzeitig das untere Reservoir eines Pumpspeicherkraftwerks. Das Wasserkraftwerk nutzt das Gefälle von ungefähr 200 m zwischen dem Tal der Isère und dem südwestlich gelegenen Tal des Arc in der Maurienne, indem ein Teil der Abflussmenge der Isère durch eine 12 km lange Druckleitung unter dem Grand Arc zu einem unterirdischen Kraftwerk bei Randens abgezweigt wird. In der Bergflanke oberhalb der Staumauer befindet sich die Usine éléctrique souterraine de Sainte-Hélène de la Coche, die über eine Druckleitung mit 900 m Gefälle an ein Sammelbecken am Südrand von Le Bois angeschlossen ist. Dieses Sammelbecken (Barrage et retenue de la Coche) wird auch als Pumpspeicher benutzt.
In Le Bois befindet sich eine staatliche Grundschule (école élémentaire).